# Círculo Militar (Argentina)
El Círculo Militar es una asociación civil mutual de oficiales del Ejército Argentino que fue fundada en 1880 con el nombre de Club Militar y que adquirió su nombre definitivo en 1900.

## Historia
El Club Militar fue creado a iniciativa del Coronel Mayor Nicolás Levalle en 1880 con el fin de estrechar los lazos de camaradería entre militares, afectados por las luchas civiles que se producían en aquellos años.

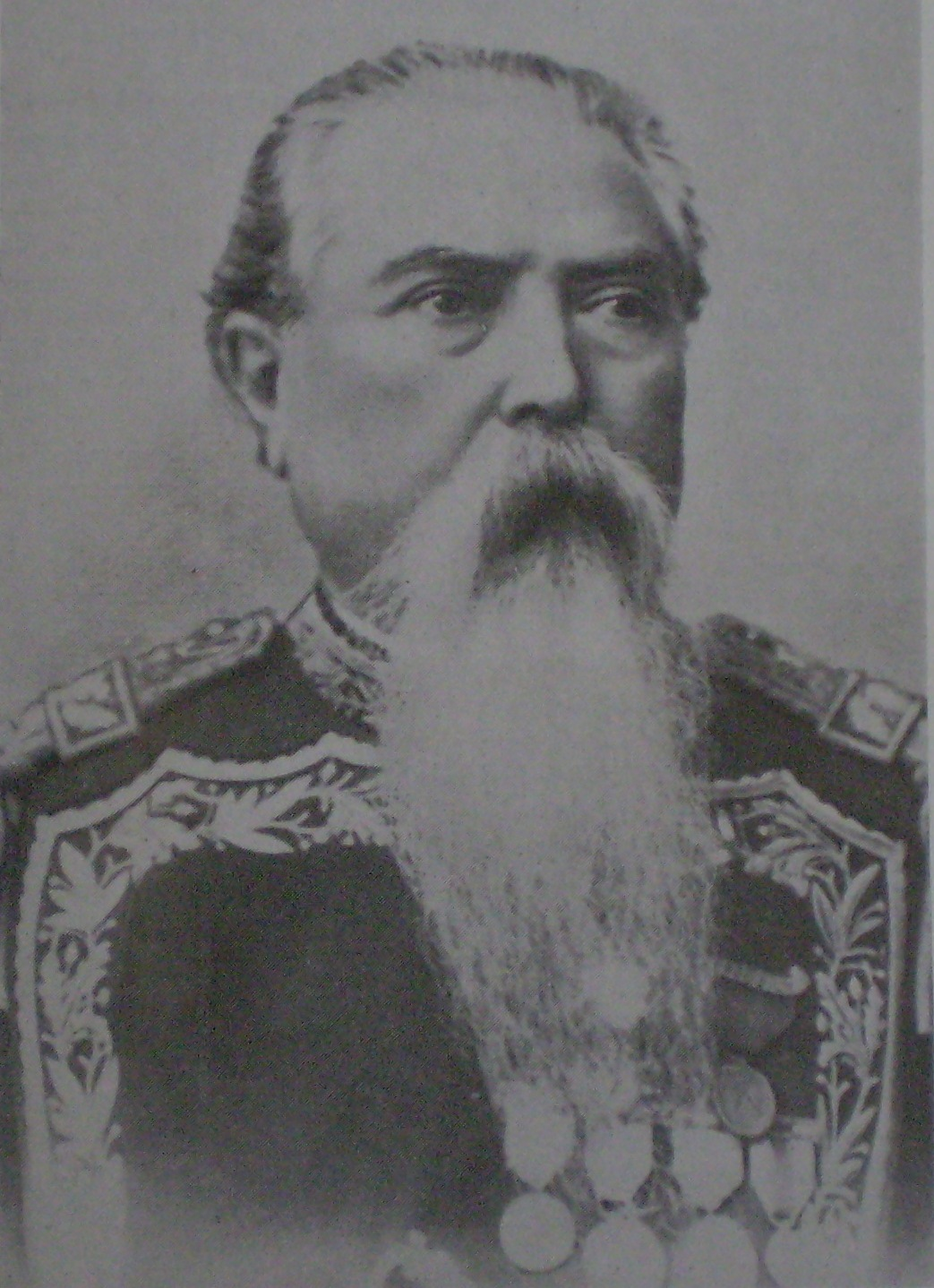
El Coronel Mayor Nicolás Levalle, promotor y primer presidente del Círculo Militar

En 1881 se eligió la primera Comisión Directiva de la asociación integrada del siguiente modo:
- Presidente: coronel mayor Nicolás Levalle
- Vicepresidente 1.º: coronel Domingo Viejobueno
- Vicepresidente 2.º: coronel Antonio Dónovan
- Tesorero: coronel Remigio Gil
- Protesorero: coronel Eduardo Pico
- Secretario: teniente 1.º Sandallo Sosa
- Prosecretario: teniente coronel Daniel Cerri
- Vocal Titular: coronel Joaquín Viejobueno
- Vocal Titular: comodoro Luis Py
- Vocal Titular: coronel Daniel Solier
- Vocal Titular: capitán Rosendo Fraga
- Vocal Titular: teniente 1.º Federico López

Inicialmente funcionó en el cuartel del Regimiento de Artillería provincial, para instalarse poco después en la calle Florida 162 y 166, de la Ciudad de Buenos Aires. En los años siguientes mudó varias veces su sede hasta que en 1938 compró y se instaló definitivamente en el Palacio Paz, frente a la Plaza San Martín en el barrio de Retiro.

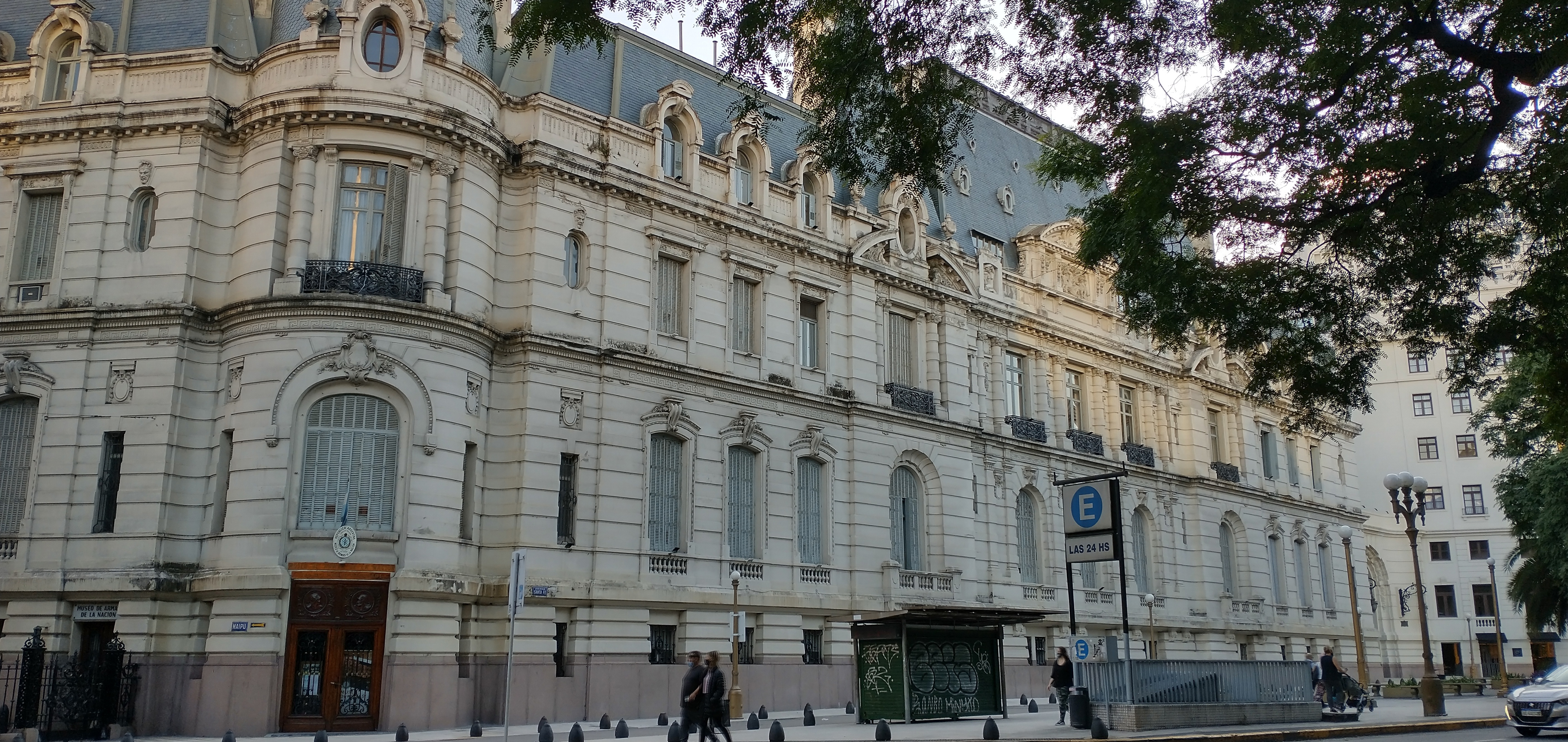
Vista exterior del Palacio Paz, sede del Círculo Militar.

Allí funciona la Biblioteca Nacional Militar y el Museo de Armas de la Nación.